# Xian autonome tujia de Yanhe
Pour les articles homonymes, voir Yanhe.
Le xian autonome tujia de Yanhe (沿河土家族自治县 ; pinyin : Yánhé tǔjiāzú Zìzhìxiàn) est un district administratif de la province du Guizhou en Chine. Il est placé sous la juridiction de la préfecture de Tongren.

## Démographie
La population du district était de 517 494 habitants en 1999.